# Tonalidad vecina

Círculo de quintas de las tonalidades en notación anglosajona

En música, dentro del sistema tonal, son tonalidades vecinas o tonalidades cercanas aquellas que comparten varios sonidos de su armadura. Esas tonalidades comparten todos los sonidos, o todos excepto uno, y son las tonalidades adyacentes en el círculo de quintas sus relativos mayores o menores.
Esas tonalidades son los destinos más habituales de una modulación, por su parecido y la fortaleza de sus relaciones estructurales con la tonalidad original.
Dada una tonalidad mayor, las tonalidades vecinas corresponden a: 
- VI (relativo menor): misma armadura
- IV (subdominante): un sostenido menos (un bemol más) en el círculo de quintas
- V (dominante): un sostenido más (un bemol menos) en el círculo de cuartas
- II (relativo menor de la subdominante)
- III (relativo menor de la dominante)

Ejemplos:
| Tonalidad Mayor | Relativo menor | Subdominante, dominante y sus relativos        | Subdominantes                                    | Dominantes                                   | Homónimo menor |
| --------------- | -------------- | ---------------------------------------------- | ------------------------------------------------ | -------------------------------------------- | -------------- |
| Do Mayor        | la menor       | Fa Mayor, Sol Mayor, re menor, mi menor        | Sib Mayor, Mib Mayor, Lab Mayor, Reb Mayor       | Re Mayor, La Mayor, Mi Mayor, Si Mayor       | do menor       |
| Sol Mayor       | mi menor       | Do Mayor, Re Mayor, la menor, si menor         | Fa Mayor, Sib Mayor, Mib Mayor, Lab Mayor        | La Mayor, Mi Mayor, Si Mayor, Fa# Mayor      | sol menor      |
| Re Mayor        | si menor       | Sol Mayor, La Mayor, mi menor, fa# menor       | Do Mayor, Fa Mayor, Sib Mayor, Mib Mayor         | Mi Mayor, Si Mayor, Fa# Mayor, Do# Mayor     | re menor       |
| La Mayor        | fa# menor      | Re Mayor, Mi Mayor, si menor, do# menor        | Sol Mayor, Do Mayor, Fa Mayor, Sib Mayor         | Si Mayor, Fa# Mayor, Do# Mayor, Sol# Mayor   | la menor       |
| Mi Mayor        | do# menor      | La Mayor, Si Mayor, fa# menor, sol# menor      | Re Mayor, Sol Mayor, Do Mayor, Fa Mayor          | Fa# Mayor, Do# Mayor, Sol# Mayor, Re# Mayor  | mi menor       |
| Si Mayor        | sol# menor     | Mi Mayor, Fa# Mayor, do# menor, re# menor      | La Mayor, Re Mayor, Sol Mayor, Do Mayor          | Do# Mayor, Sol# Mayor, Re# Mayor, La# Mayor  | si menor       |
| Fa# Mayor       | re# menor      | Si Mayor, Do# Mayor, sol# menor, la# menor     | Mi Mayor, La Mayor, Re Mayor, Sol Mayor          | Sol# Mayor, Re# Mayor, La# Mayor, Mi# Mayor  | fa# menor      |
| Do# Mayor       | la# menor      | Fa# Mayor, Sol# Mayor, re# menor, mi# menor    | Si Mayor, Mi Mayor, La Mayor, Re Mayor           | Re# Mayor, La# Mayor, Mi# Mayor, Si# Mayor   | do# menor      |
| Sol# Mayor      | mi# menor      | Do# Mayor, Re# Mayor, la# menor, si# menor     | Fa# Mayor, Si Mayor, Mi Mayor, La Mayor          | La# Mayor, Mi# Mayor, Si# Mayor, Fax Mayor   | sol# menor     |
| Re# Mayor       | si# menor      | Sol# Mayor, La# Mayor, mi# menor, fax menor    | Do# Mayor, Fa# Mayor, Si Mayor, Mi Mayor         | Mi# Mayor, Si# Mayor, Fax Mayor, Dox Mayor   | re# menor      |
| La# Mayor       | fax menor      | Re# Mayor, Mi# Mayor, si# menor, dox menor     | Sol# Mayor, Do# Mayor, Fa# Mayor, Si Mayor       | Si# Mayor, Fax Mayor, Dox Mayor, Solx Mayor  | la# menor      |
| Mi# Mayor       | dox menor      | La# Mayor, Si# Mayor, fax menor, solx menor    | Re# Mayor, Sol# Mayor, Do# Mayor, Fa# Mayor      | Fax Mayor, Dox Mayor, Solx Mayor, Rex Mayor  | mi# menor      |
| Si# Mayor       | solx menor     | Mi# Mayor, Fax Mayor, dox menor, rex menor     | La# Mayor, Re# Mayor, Sol# Mayor, Do# Mayor      | Dox Mayor, Solx Mayor, Rex Mayor, Lax Mayor  | si# menor      |
| Rebb Mayor      | sibb menor     | Solbb Mayor, Labb Mayor, mibb menor, fab menor | Dobb Mayor, Fabb Mayor, Sibbb Mayor, Mibbb Mayor | Mibb Mayor, Sibb Mayor, Fab Mayor, Dob Mayor | rebb menor     |
| Labb Mayor      | fab menor      | Rebb Mayor, Mibb Mayor, sibb menor, dob menor  | Solbb Mayor, Dobb Mayor, Fabb Mayor, Sibbb Mayor | Sibb Mayor, Fab Mayor, Dob Mayor, Solb Mayor | labb menor     |
| Mibb Mayor      | dob menor      | Labb Mayor, Sibb Mayor, fab menor, solb menor  | Rebb Mayor, Solbb Mayor, Dobb Mayor, Fabb Mayor  | Fab Mayor, Dob Mayor, Solb Mayor, Reb Mayor  | mibb menor     |
| Sibb Mayor      | solb menor     | Mibb Mayor, Fab Mayor, dob menor, reb menor    | Labb Mayor, Rebb Mayor, Solbb Mayor, Dobb Mayor  | Dob Mayor, Solb Mayor, Reb Mayor, Lab Mayor  | sibb menor     |
| Fab Mayor       | reb menor      | Sibb Mayor, Dob Mayor, solb menor, lab menor   | Mibb Mayor, Labb Mayor, Rebb Mayor, Solbb Mayor  | Solb Mayor, Reb Mayor, Lab Mayor, Mib Mayor  | fab menor      |
| Dob Mayor       | lab menor      | Fab Mayor, Solb Mayor, reb menor, mib menor    | Sibb Mayor, Mibb Mayor, Labb Mayor, Rebb Mayor   | Reb Mayor, Lab Mayor, Mib Mayor, Sib Mayor   | dob menor      |
| Solb Mayor      | mib menor      | Dob Mayor, Reb Mayor, lab menor, sib menor     | Fab Mayor, Sibb Mayor, Mibb Mayor, Labb Mayor    | Lab Mayor, Mib Mayor, Sib Mayor, Fa Mayor    | solb menor     |
| Reb Mayor       | sib menor      | Solb Mayor, Lab Mayor, mib menor, fa menor     | Dob Mayor, Fab Mayor, Sibb Mayor, Mibb Mayor     | Mib Mayor, Sib Mayor, Fa Mayor, Do Mayor     | reb menor      |
| Lab Mayor       | fa menor       | Reb Mayor, Mib Mayor, sib menor, do menor      | Solb Mayor, Dob Mayor, Fab Mayor, Sibb Mayor     | Sib Mayor, Fa Mayor, Do Mayor, Sol Mayor     | lab menor      |
| Mib Mayor       | do menor       | Lab Mayor, Sib Mayor, fa menor, sol menor      | Reb Mayor, Solb Mayor, Dob Mayor, Fab Mayor      | Fa Mayor, Do Mayor, Sol Mayor, Re Mayor      | mib menor      |
| Sib Mayor       | sol menor      | Mib Mayor, Fa Mayor, do menor, re menor        | Lab Mayor, Reb Mayor, Solb Mayor, Dob Mayor      | Do Mayor, Sol Mayor, Re Mayor, La Mayor      | sib menor      |
| Fa Mayor        | re menor       | Sib Mayor, Do Mayor, sol menor, la menor       | Mib Mayor, Lab Mayor, Reb Mayor, Solb Mayor      | Sol Mayor, Re Mayor, La Mayor, Mi Mayor      | fa menor       |

En la música moderna, la cercanía entre dos tonalidades o conjunto de alturas puede determinarse por el número de sonidos que tienen en común, lo que permite considerar modulaciones que no ocurren en la tonalidad clásica o escolástica. Por ejemplo, en la música que se basa en la escala pentatónica que contiene las alturas do, re, mi, sol y la, al modular una quinta ascendentemente resultan las alturas sol, la, si, re y mi, cuatro de las cuales son comunes a la original. Sin embargo, al modular un tritono ascendentemente resultan fa♯, sol♯, la♯, do♯ y re♯, ninguna de las cuales es común a la escala original. Por lo tanto la escala que se forma una quinta ascendentemente es muy cercana, no así la que se forma a distancia de tritono.
Cuando durante la modulación se atraviesa la parte inferior del círculo de quintas, puede llegarse a una tonalidad cuya armadura contiene más de 7 sostenidos o bemoles; en ese caso, suele re-escribirse la sección en una tonalidad equivalente enarmónicamente.